# ISO 21501
Die ISO-Norm ISO 21501 beschreibt eine Kalibriermethode zur Einzelpartikelmessung, aber für jeweils unterschiedliche Partikelzähler. Sie besteht aus vier Teilen (Stand September 2022).
- ISO 21501-1 (aktuelle Ausgabe Juni 2006): Streulicht-Aerosolspektrometer (für Luftanwendungen)
- ISO 21501-2 (aktuelle Ausgabe November 2019): Flüssigkeits-Streulichtpartikelzähler
- ISO 21501-3 (aktuelle Ausgabe November 2019): Flüssigkeits-Extinktionspartikelzähler
- ISO 21501-4 (aktuelle Ausgabe Mai 2018): Luft-Streulichtpartikelzähler für Reinräume

Da eine Kontrolle der Partikelgröße und -anzahl zum Beispiel in der pharmazeutischen und chemischen Industrie oder in Wasserwerken unumgänglich ist, wurde diese Norm festgelegt. Durch eine normgerechte Kalibrierung wird sichergestellt, dass unterschiedliche Geräte gleiche Ergebnisse liefern.
ISO 21501 gilt je nach Anwendungsbereich für Partikelgrößen von etwa 0,06 µm – 100 µm. Um eine Reproduzierbarkeit der Ergebnisse zu gewährleisten, werden definierte Kalibrierpartikel verwendet. Außer der Größenkalibrierung werden noch weitere wichtige Parameter für Partikelzähler in der Norm festgelegt (zum Beispiel Zählgenauigkeit, Durchflussrate, maximale Partikelkonzentration und Kalibrierintervall).